# Andreu (escriptor)
Andreu (Ἀνδρέας) fou un escriptor grec d'època incerta que va escriure un treball sobre les ciutats de Sicília en nombrosos volums, el número 33è dels quals és esmentat per Ateneu.